# Rue de Sainte-Hélène
La rue de Sainte-Hélène est une voie située dans le quartier de la Maison-Blanche du 13e arrondissement de Paris, en France.

## Situation et accès

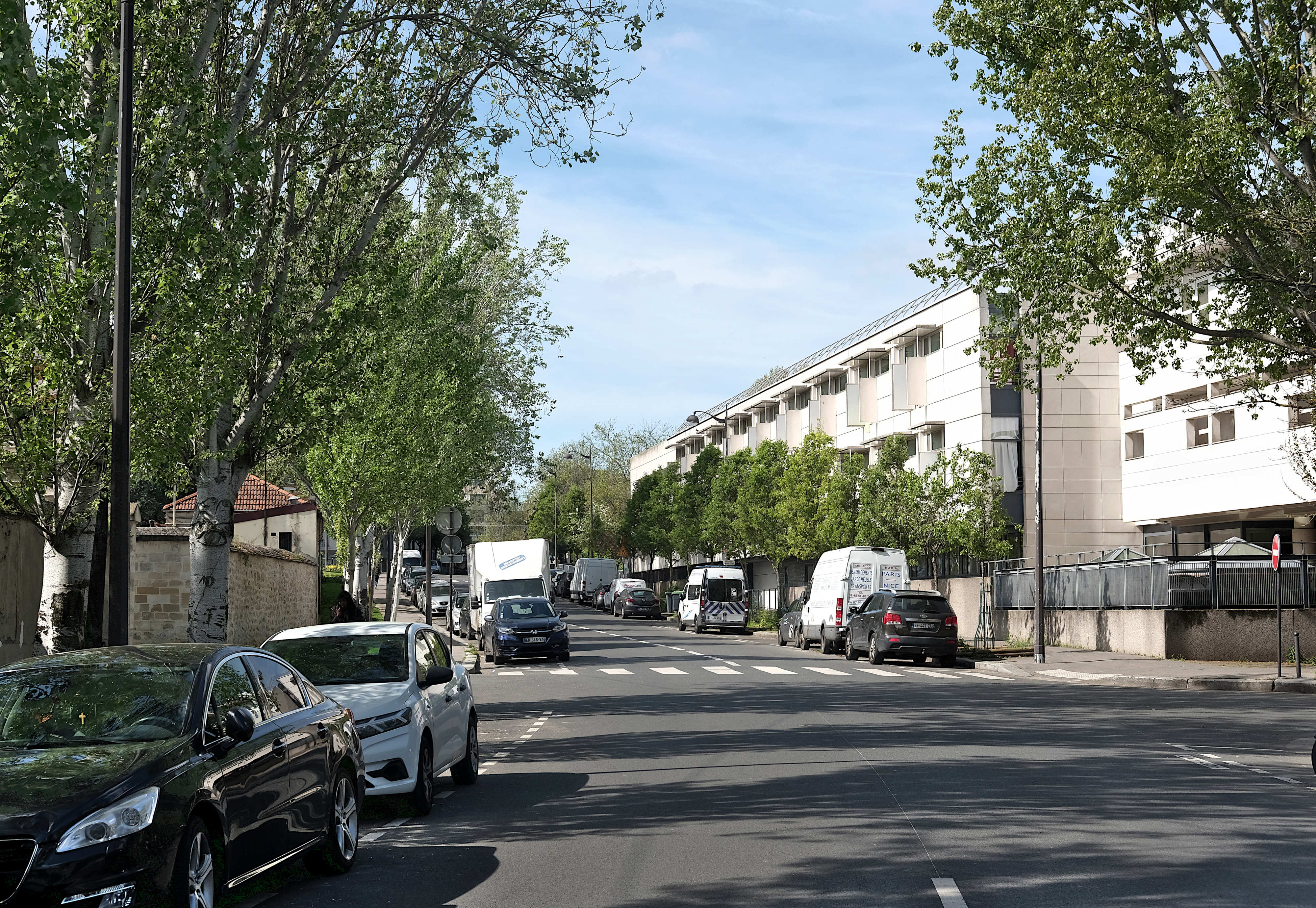
La rue de Sainte-Hélène à proximité du cimetière de Gentilly.

La rue de Sainte-Hélène est située dans le sud de Paris, dans le sud-ouest du 13e arrondissement.
La voie est constituée de deux tronçons contigus mais néanmoins distincts. Le tronçon nord débute dans la partie est de l'avenue Caffieri, dans le prolongement de la rue Gouthière ; il dessert le cimetière de Gentilly à l'ouest et le centre d'hébergement et de réinsertion sociale de la Poterne-des-Peupliers à l'est. Au sud, un carrefour le connecte à la rue de la Poterne-des-Peupliers et à son tronçon sud à sens unique, petite voie de desserte d'entreprises à l'ouest et faisant le tour d'un boulodrome à l'est. Son extrémité sud débouche sur la rue de la Poterne-des-Peupliers, à l'endroit où une voie de service longe le périphérique au sud. Dans ce secteur, la rue de Sainte-Hélène marque la limite communale entre Paris et Gentilly.

## Origine du nom
Son nom fait référence à un lieu-dit.

## Historique
La rue est une partie de l'ancien chemin vicinal no 3, situé autrefois sur la commune de Gentilly, qui a été annexé à la ville de Paris par décret du 3 avril 1925.

## Bâtiments remarquables et lieux de mémoire

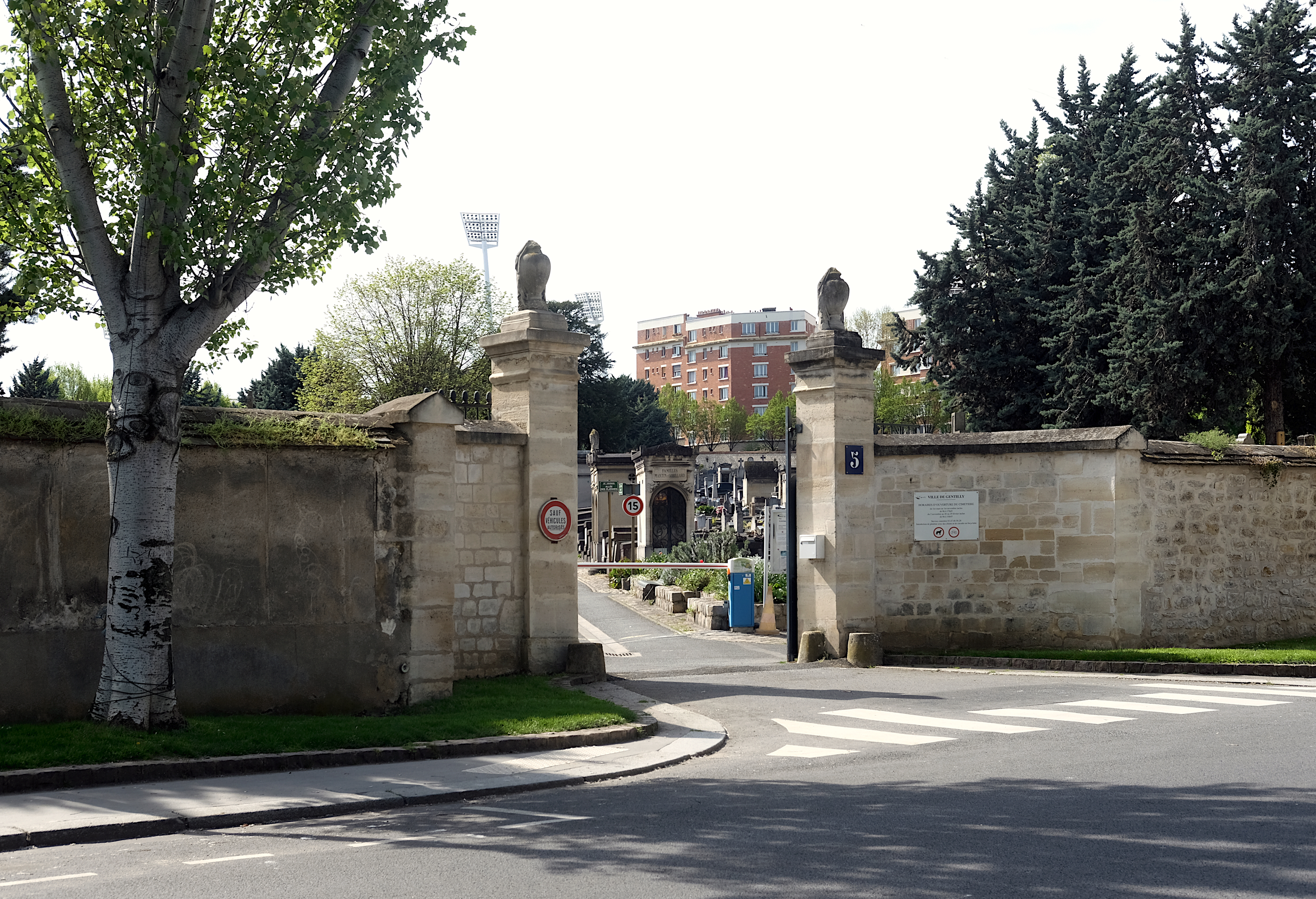
Entrée du cimetière de Gentilly.

- La rue constitue l'un des accès au cimetière de Gentilly ; elle débouche également sur le parc Kellermann situé de l'autre côté de la rue de la Poterne-des-Peupliers.
- Bien que possédant une adresse postale parisienne, le no 7 est situé sur le territoire communal de Gentilly[2],[3],[4] ; cette petite portion située à l'intérieur du boulevard périphérique ne fait ainsi pas partie du territoire communal de Paris.